# Іст-Веллі (Невада)
Іст-Веллі (англ. East Valley) — переписна місцевість (CDP) в США, в окрузі Дуглас штату Невада. Населення — 1558 осіб (2020).

## Географія
Іст-Веллі розташований за координатами 38°56′36″ пн. ш. 119°41′57″ зх. д. / 38.94333° пн. ш. 119.69917° зх. д. (38.943404, -119.699227).  За даними Бюро перепису населення США в 2010 році переписна місцевість мала площу 24,68 км², з яких 24,36 км² — суходіл та 0,32 км² — водойми.

## Демографія
Згідно з переписом 2010 року, у переписній місцевості мешкали 1474 особи в 596 домогосподарствах у складі 470 родин. Густота населення становила 60 осіб/км².  Було 666 помешкань (27/км²).
Расовий склад населення:
| - 93,6 % — білих - 1,0 % — азіатів - 0,5 % — корінних американців - 0,3 % — чорних або афроамериканців - 0,1 % — вихідців з тихоокеанських островів - 1,8 % — осіб інших рас |

До двох чи більше рас належало 2,6 %. Частка іспаномовних становила 5,8 % від усіх жителів.
За віковим діапазоном населення розподілялося таким чином: 16,4 % — особи молодші 18 років, 58,2 % — особи у віці 18—64 років, 25,4 % — особи у віці 65 років та старші. Медіана віку мешканця становила 54,0 року. На 100 осіб жіночої статі у переписній місцевості припадало 95,0 чоловіків;  на 100 жінок у віці від 18 років та старших — 95,2 чоловіків також старших 18 років.
Середній дохід на одне домашнє господарство  становив 120 424 долари США (медіана — 104 015), а середній дохід на одну сім'ю — 128 096 доларів (медіана — 104 470). За межею бідності перебувало 0,6 % осіб, у тому числі 0,0 % дітей у віці до 18 років та 2,4 % осіб у віці 65 років та старших.
Цивільне працевлаштоване населення становило 605 осіб. Основні галузі зайнятості: освіта, охорона здоров'я та соціальна допомога — 29,1 %, науковці, спеціалісти, менеджери — 22,3 %, фінанси, страхування та нерухомість — 18,2 %, роздрібна торгівля — 15,5 %.